# Quartiers de Charleroi
Le Conseil communal de Charleroi du 4 mai 1992 décide de remplacer la subdivision héritée des frontières entre les 15 anciennes communes de la Ville fusionnée par 55 quartiers.

## Les 15 communes fusionnées
- I. Charleroi
- II. Dampremy
- III. Lodelinsart
- IV. Gilly
- V. Montignies-sur-Sambre
- VI. Couillet
- VII. Marcinelle
- VIII. Mont-sur-Marchienne
- IX. Marchienne-au-Pont
- X. Monceau-sur-Sambre
- XI. Goutroux
- XII. Roux
- XIII. Jumet
- XIV. Gosselies
- XV. Ransart

## Quartiers et hameaux
Avant la fusion, les anciennes communes étaient déjà divisées en plusieurs quartiers, hameaux et autres subdivisions administratives, parfois très anciennes. Quelques exemples : 
- Lodelinsart, comportait, au XIXe siècle, outre son chef-lieu, les hameaux de Bonnaire, Chenois, Charniat, Gros-Fayt, Oniat, Romon-Cheval et Warchat[1].

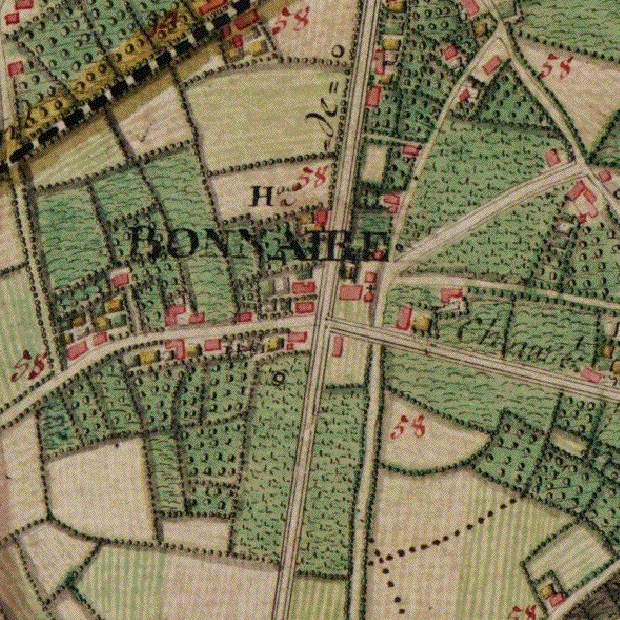
Hameau de Bonnaire (actuellement Bon Air) à Lodelinsart vers 1775 (extrait de la carte de Ferraris).
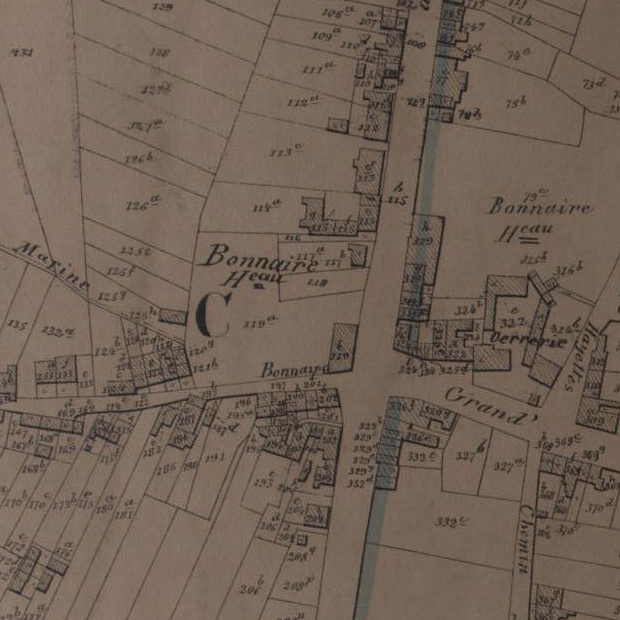
Le même endroit vers 1865 (extrait du plan Popp).

- Charleroi, comportait dans les années 1950, quatre divisions administratives, officiellement Sud, Centre, Nord (A et B)[2]. La division Nord B, communément appelée Broucheterre est déjà mentionnée sous le nom Brousseterre en 1297, avant la fondation de Charleroi[3].

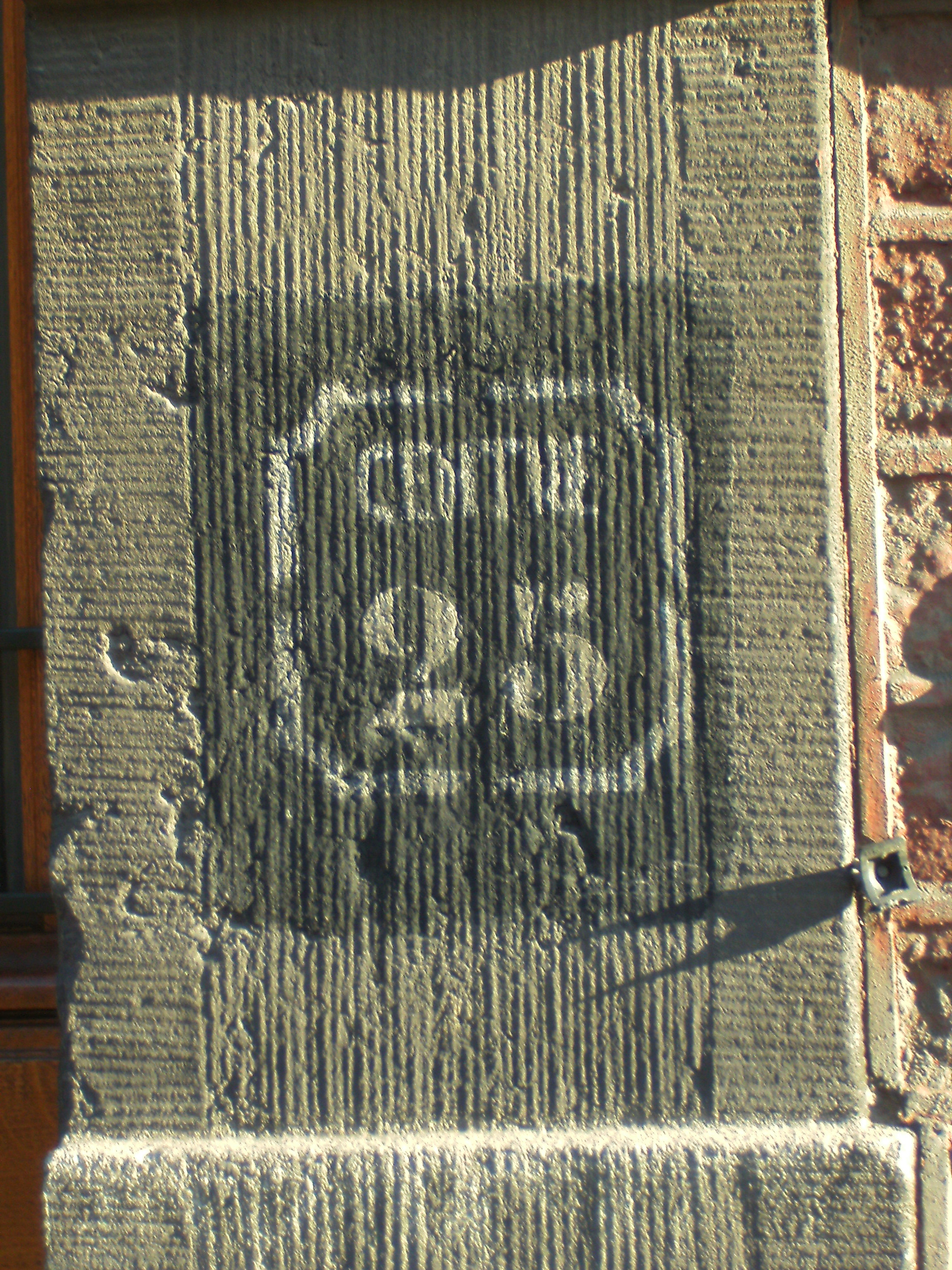
Trace de l'ancienne subdivision administrative "Centre" (Charleroi Ville-Haute).
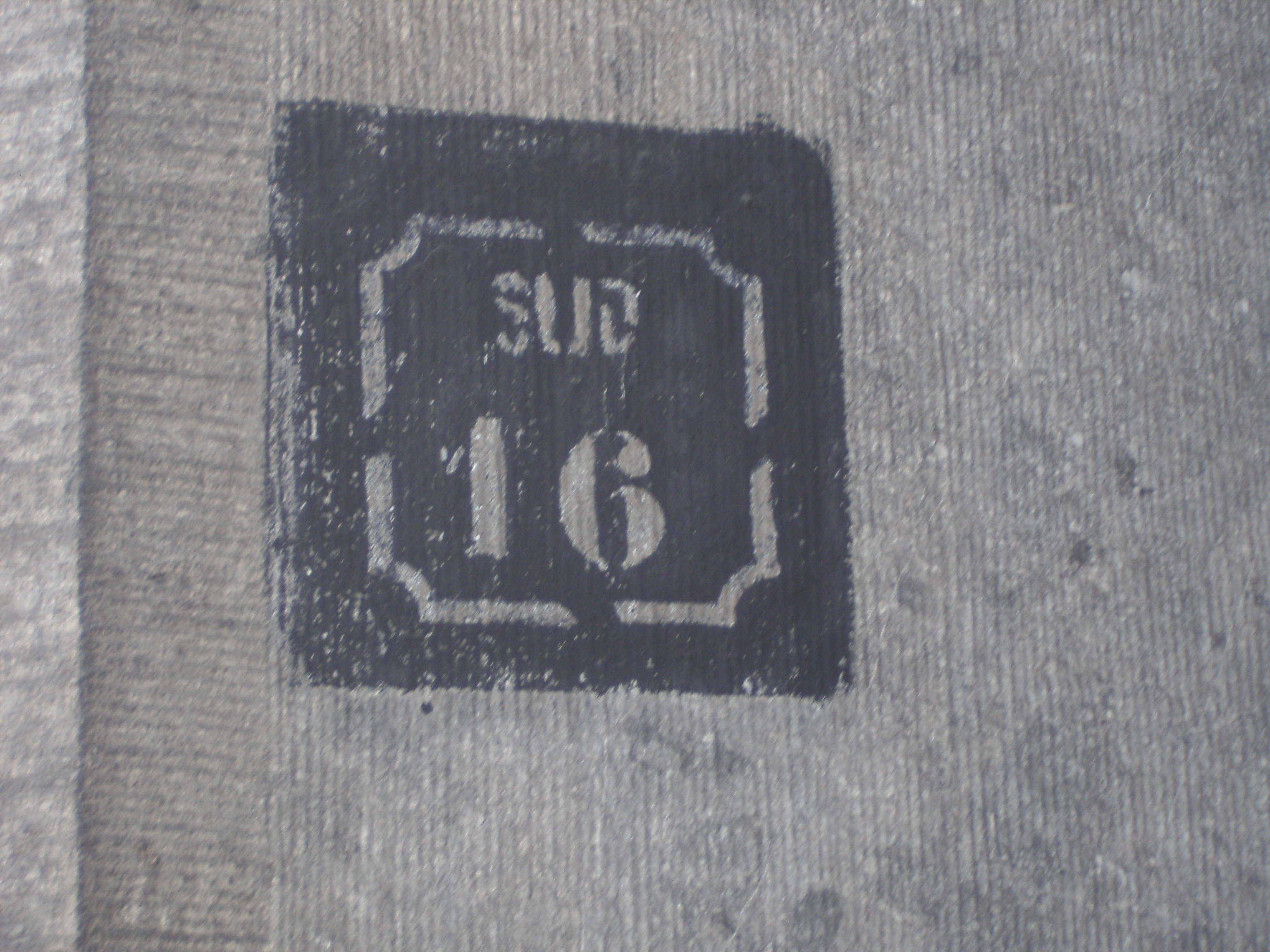
Trace de l'ancienne subdivision administrative "Sud" (Ville-Basse).

## Divisions en 55 quartiers
L'objectif poursuivi était de faire coller les subdivisions à la réalité du terrain, de l'histoire et du vécu des habitants. Le maintien de la division sur base des quinze communes fusionnées n'était plus, et dans certains cas depuis bien avant la fusion, conforme à ces données. Le creusement du canal Bruxelles-Charleroi et la mise en place du réseau ferré au XIXe siècle ; la construction des autoroutes dans le dernier quart du XXe siècle et l'allongement de la piste de l'aéroport au début du XXIe siècle ont créé de nouvelles frontières qui dans de nombreux cas constituent les limites des quartiers actuels.
Le nom de plusieurs anciens hameaux a été utilisé dans la nouvelle subdivision.
Le débat au Conseil communal fut houleux, car cette nouvelle division toucha à l'électorat de chacun des conseillers, principalement ceux du parti socialiste, et à l'organisation géographique interne de ce parti, basée sur les anciennes communes.

## Liste des quartiers
1. Gosselies Centre
2. Le Faubourg de Bruxelles
3. Sart Les Moines
4. Roux Centre
5. Heigne
6. Jumet Chef Lieu
7. Houbois
8. Masses Diarbois - Tailleny
9. Le Soquoy
10. Les Raspes
11. Ransart Bois
12. Les Hamendes
13. Le Gros Fayt
14. Lodelinsart Centre
15. Jumet Station
16. Gohyssart
17. Les Aiselies - La Bassée
18. Hubes-Martinet
19. La Bretagne
20. Goutroux - Amérique
21. Les Grands Trieux
22. Monceau Parc
23. Le Hameau
24. La Docherie
25. Marchienne État
26. Fourcault Coucou
27. Dampremy Centre
28. La Broucheterre
29. Faubourg (Charleroi)
30. La Ville Haute
31. La Ville Basse
32. Gilly Haies
33. Les Quatre Bras de Gilly
34. Sart Culpart
35. Le Sart Allet
36. Les Corvées
37. La Neuville
38. Montignies Centre
39. Les Trieux - Saint-Jean
40. Le Roctiau
41. Les Fiestaux
42. Couillet Centre
43. Amérique-La Queue
44. Le Transvaal - Hublinbu
45. Marcinelle Centre
46. La Villette - Belle Vue
47. Le Quartier du XII
48. Sart Saint-Nicolas - Les Haies
49. La Bruyère
50. Les Gonceries
51. Les Haies Gadin
52. Mont-sur-Marchienne Centre
53. Matadi
54. Marchienne Est - Forêt Libre
55. Marchienne Cartier